# Marin Dragnea
Marin Dragnea (1 de janeiro de 1956) é um ex-futebolista romeno que competiu no Campeonato Europeu de Futebol de 1984.